# Parapalystes lycosinus
Parapalystes lycosinus là một loài nhện trong họ Sparassidae.
Loài này thuộc chi Parapalystes. Parapalystes lycosinus được Mary Agard Pocock miêu tả năm 1900.